# Колективи солідарності
«Колекти́ви соліда́рності» (скор. КС, КолСо́л; англ. Solidarity Collectives) — антиавторитарна волонтерська мережа, яка спеціалізується на допомозі лівим військовим у лавах Збройних сил України, а також на гуманітарній підтримці людей і тварин, що перебувають на прифронтових територіях. Серед своїх головних принципів, на яких наголошують КС — антиавторитарність, антиімперіалізм, антифашизм, солідаризація з близькими по духу ініціативами.
Логотип «Колективів солідарності» являє собою лігатуру латинських літер S і C, від англ. Solidarity Collectives.
У жовтні 2023 року Міністерство інформації Республіки Білорусь внесло телеграм-канал «Колективів солідарності» до «Списку екстремістських матеріалів».

## Історія
Попередницею «Колективів солідарності» була ініціатива під назвою «Операція „Солідарність”», що виникла 23 лютого 2022 року на тлі промови Володимира Путіна напередодні повномасштабного вторгнення Росії в Україну. Ініціатива об'єднала активістів з різноманітних лівих середовищ (анархістського, марксистського, феміністичного, екологічного, профспілкового тощо), одна частина з яких пішла на фронт, а інша — заповзялася допомагати їм зі спорядженням. Чимало цих бійців з антиавторитарними поглядами приєдналися до «Комітету спротиву». З травня по липень того ж року «Операція „Солідарність”» розкололася на кілька організацій, поміж яких, власне, були «Колективи солідарності».
З червня 2022 року «Колективи солідарності» допомагають військовим з потребами у спорядженні, а з початку 2023-го здійснюють подорожі у прифронтові міста з гуманітарними місіями. У лютому 2023 року КолСол реалізував свою першу поїздку до Лиману, привізши місцевим жителям теплий одяг, обігрівачі, зарядні пристрої й іншу гуманітарну поміч. Після знищення російською армією Каховської ГЕС 6 червня 2023 року, представники «Колективів солідарності» прибули до Нікополя, закупивши питну воду для Нікопольського професійного училища та привізши великі ємності для питної води. Також «Колективи» здійснили гуманітарні місії до Кривого Рогу, Добропілля, Куп'янська й інших міст.
Наприкінці квітня 2024 року «Колективи солідарності» долучилися до акції в Одесі, яка полягала у висадженні дерев на пам'ять про полеглих інтернаціональних добровольців у російсько-українській війні. Акція мала на меті вшанувати російського анархіста Дмитра Петрова, ірландського соціаліста Фінбара Кафферкі й американського активіста Купера Ендрюса.
23 червня 2024 року «Колективи солідарності» провели публічний захід з нагоди свого дворіччя. Подія супроводжувалася виставкою фотографій з гуманітарних поїздок, фрі-маркетом і дискусією про самоорганізацію у воєнний час, у якій, зокрема, взяли участь бійці з анархістських колективів «Екологічна платформа» й «Комітет спротиву».
Протягом усієї історії «Колективів солідарності» з ними співпрацювала низка українських і міжнародних лівих ініціатив, серед яких «Анархічний Чорний Хрест», «Пряма дія», «Соціальний рух», закордонні профспілки (зокрема, польська «Ініціатива працівнича» та французька «Загальна конфедерація праці») та деякі інтернаціонали («Міжнародна єдність трудящих Четвертого Інтернаціоналу») та інші.

## Структура й напрями діяльності
«Колективи солідарності» не мають лідера й дотримуються горизонтальної структури. Представники волонтерської мережі називають три основних напрями своєї діяльності: мілітарний, гуманітарний і медійний.

### Мілітарний напрям
«Колективи солідарності» називають забезпечення всім необхідним антиавторитарних військових своїм основним завданням з початку війни. Через збори пожертв волонтерська ініціатива споряджає військових бронежилетами, касками, тепловізорами, дронами тощо. Близько сотні військових одержують регулярну допомогу від КолСолу. З червня 2024 року спаювання та збірка дронів стала однією зі складових мілітарного напряму діяльності «Колективів».

### Гуманітарний напрям
Гуманітарний напрям не був основним з початку діяльності «Колективів» і виник тоді, коли на їхніх складах накопичилося багато речей, що не були потрібні військовим, але могли стати у пригоді цивільним особам. Волонтерській мережі підпорядковується щонайменше чотири склади й автопарк, які використовуються для доставки гуманітарної помочі у прифронтові райони. «Колективи» організовували гуманітарні конвої до Бучі, Білогородки, Краматорська й інших міст. Серед доставлюваної гуманітарної допомоги — медикаменти, одяг, харчі, спальні мішки, матраци, газові балони та електронне обладнання.

### Медійний напрям
КолСол провадить активну медійну роботу, ширячи тези про важливість підтримки України в російсько-українській війні, розповідаючи про воєнні злочини російської армії, діяльність лівих в Україні у воєнний час, поширюючи ідеї антиавторитарності й соціальної рівності. Для цього «Колективи» використовують соцмережі, інтерв'ю, участь у дебатах і конференціях.